# Die souveränen Fürstenhäuser Europas
Die souveränen Fürstenhäuser Europas es una publicación realizada entre 1898 y 1899 sobre la realeza europea del momento.

## Historia
La publicación es obra del conde Fredrik Ulrik Wrangler, escritor, artista y cortesano sueco. En aquellos momentos era chambelán de la corte sueca. Junto a él colaboró como ilustrador el arquitecto Agi Lindegren, que era en aquel momento el arquitecto del palacio real de Drottningholm.
La publicación fue realizada en Leipzig (por Karl Franz Koehler), Estocolmo (por Hasse W. Tullberg) y París (en la Libraire Nilsson).
La importancia de la publicación estriba principalmente en que en la misma se contiene al menos un retrato de cada uno de los miembros de las familias reales europeas vivo en el momento de la publicación.

## Descripción
La publicación se compone de dos volúmenes de 356 y 535 páginas respectivamente.
La publicación divide su estudio de la realeza europea mediante la agrupación de sus miembros de acuerdo con uno de los dos criterios de pertenencia siguientes:
- Estado soberano, en el caso de familias reales en las cuales su jefe sea soberano de un estado. Por ejemplo: Anhalt, Bélgica, Italia, Prusia o Suecia.
- Familia anteriormente soberana, para aquellas familias reales en que su jefe no sea ya soberano de un estado. Por ejemplo: Bonaparte, Borbón (incluyendo en esta familia distintas líneas: línea primogénita, los Borbón-Dos Sicilias, los Borbón-Parma y los Borbón-Orléans) o Holstein.

Para cada el estudio y descripción de cada una de las 45 familias (15 en el primer volumen y 30 en el segundo) sigue una estructura fija:
1. Página de título con el nombre de la familia;
2. Dibujo inicial, a página completa en que se muestra una de las residencias de la familia (normalmente la principal) y su escudo, dispuesto de forma artística. También incluye una cartela con el nombre de la residencia representada.
3. Breve estudio genealógico, seguido por un listado de los miembros de la familia existentes en ese momento y por un breve árbol genealógico con referencias a los retratos fotográficos que seguirán a continuación.
4. Galería de retratos de la familia, todos ellos insertos en una forma oval. Se comienza por una página en la que se muestra el retrato del jefe de la familia y, en su caso, el de su consorte.

Dentro de cada familia se alternan diversos dibujos, en algunos casos basados en divisas genealógicas de la familia, cifras del jefe de familia e incluso santos protectores de la familia (estos a toda página).
El primer volumen contiene desde Anhalt hasta Italia; y el segundo, desde Liechtenstein hasta Württemberg. En este segundo volumen se contiene un anexo con algunas omisiones en los retratos fotográficos de algunos príncipes y las erratas detectadas.

## Galería

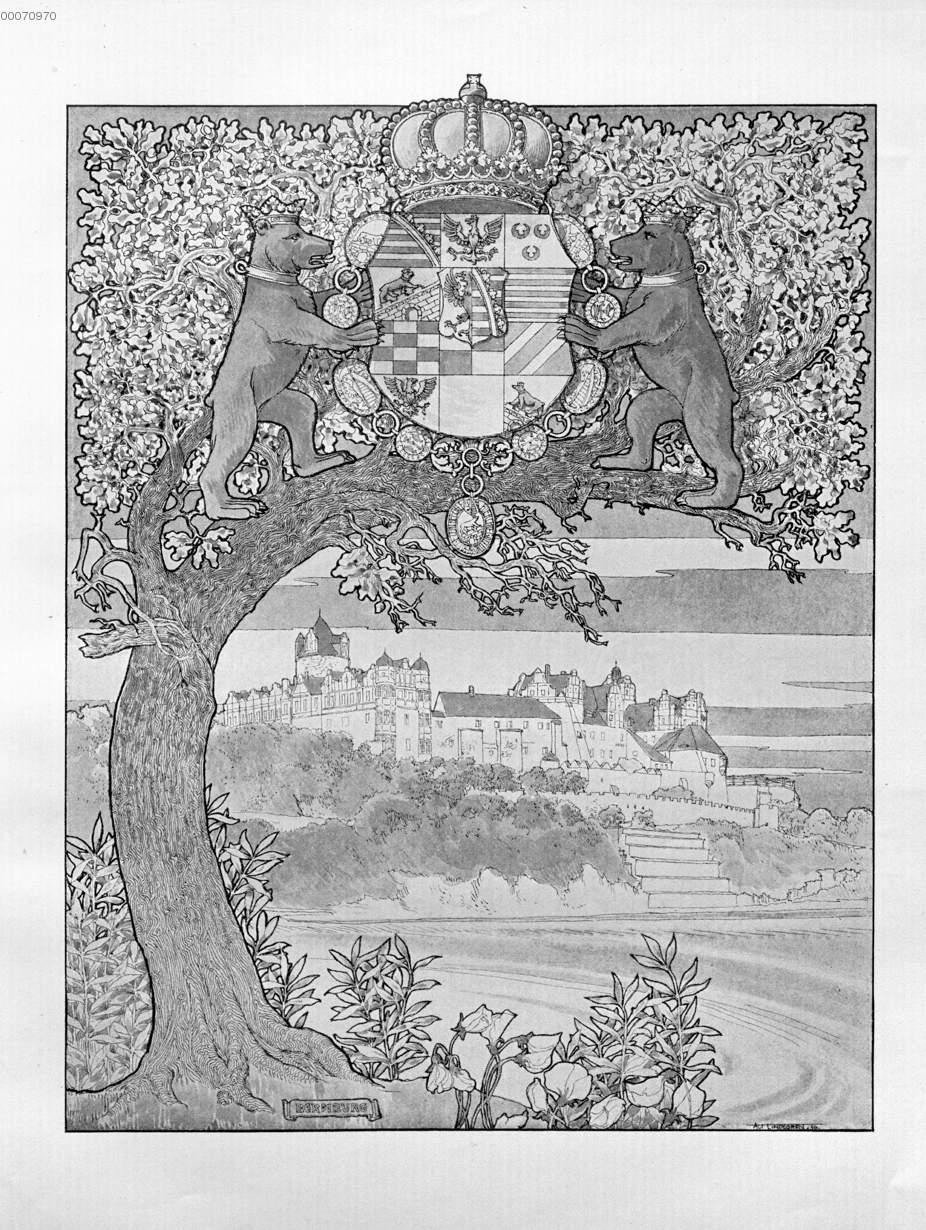
Vista del dibujo inicial de Anhalt en que se muestra Bernburg con su castillo, así como las armas del ducado.
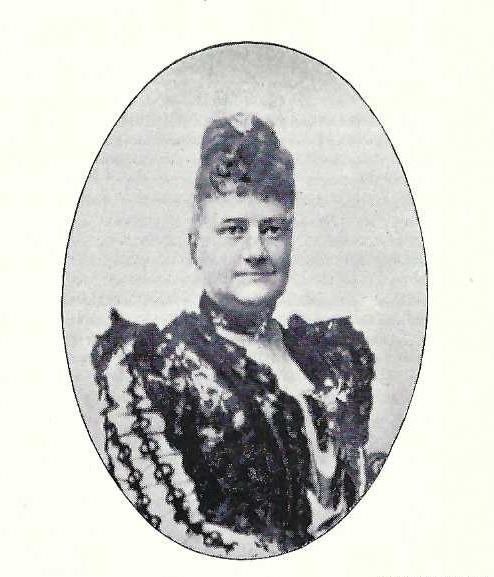
Vista de un retrato fotográfico extraido de la obra: el de Enriqueta de Schleswig-Holstein.
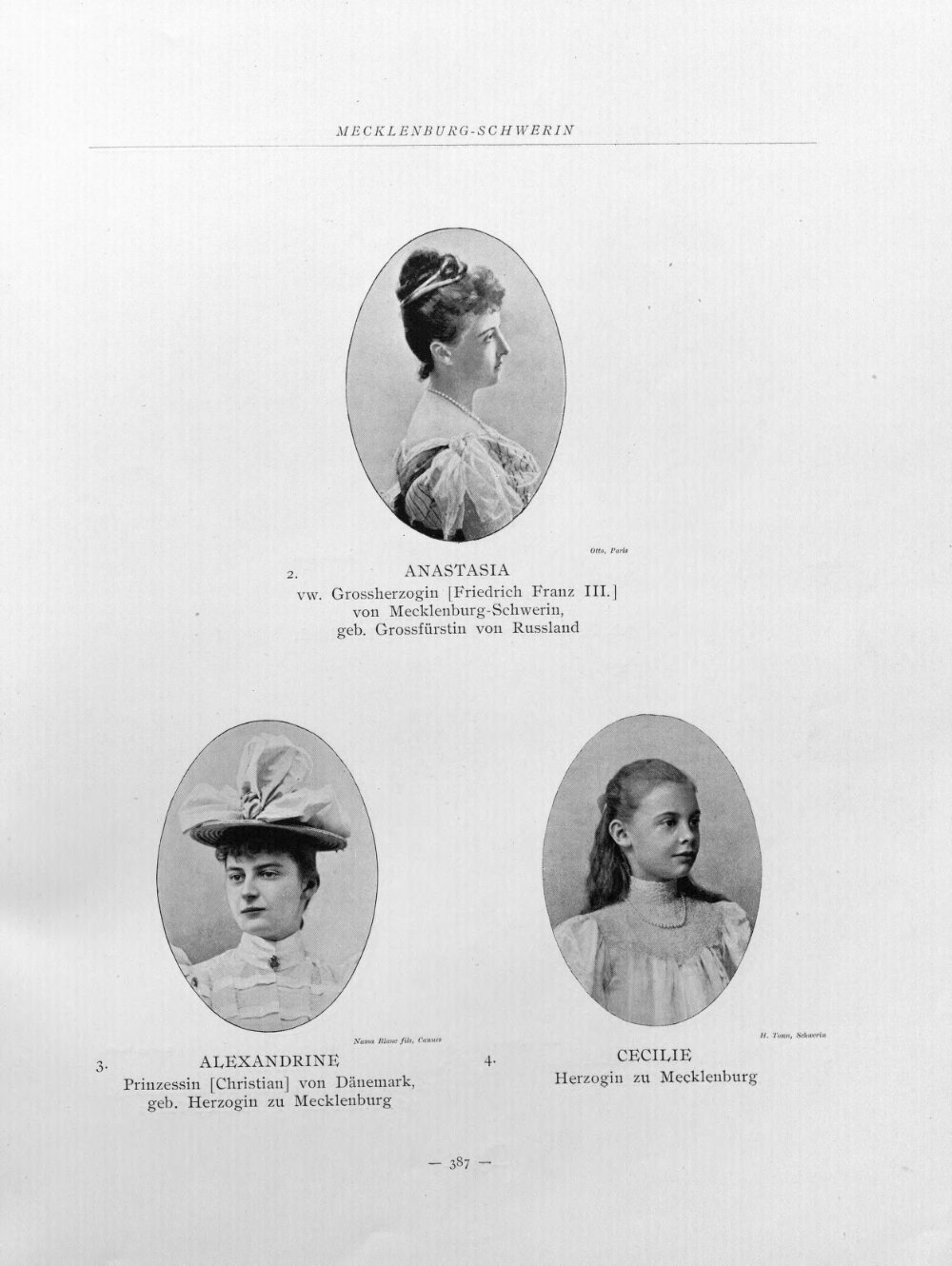
Vista de una página del segundo tomo, referente a Mecklemburgo-Strelitz en que se muestran los retratos de Anastasia de Rusia, gran duquesa viuda de Mecklemburgo-Schwerin y sus hijas las princesas Alejandrina y Cecilia.

### Individuales
1. ↑  Meyer, Hermann Julius (1908). «Wrangler». Meyers Grosses Konversations-Lexikon (en alemán). Bibliographisches Institut. p. 758. Consultado el 10 de mayo de 2022.
2. ↑  Heydenreich, Eduard (22 de marzo de 2017). Handbuch der praktischen Genealogie (en alemán). BoD – Books on Demand. p. 277. ISBN 978-9925-0-5674-3. Consultado el 10 de mayo de 2022.
3. ↑  Führer durch die Schwedische Ausstellung im neuen Grassi-Museum, Leipzig, 26 April-15 Maj 1927 (en alemán). “[s. n.]”. 1927. Consultado el 10 de mayo de 2022.